# Carl Ludwig Koch

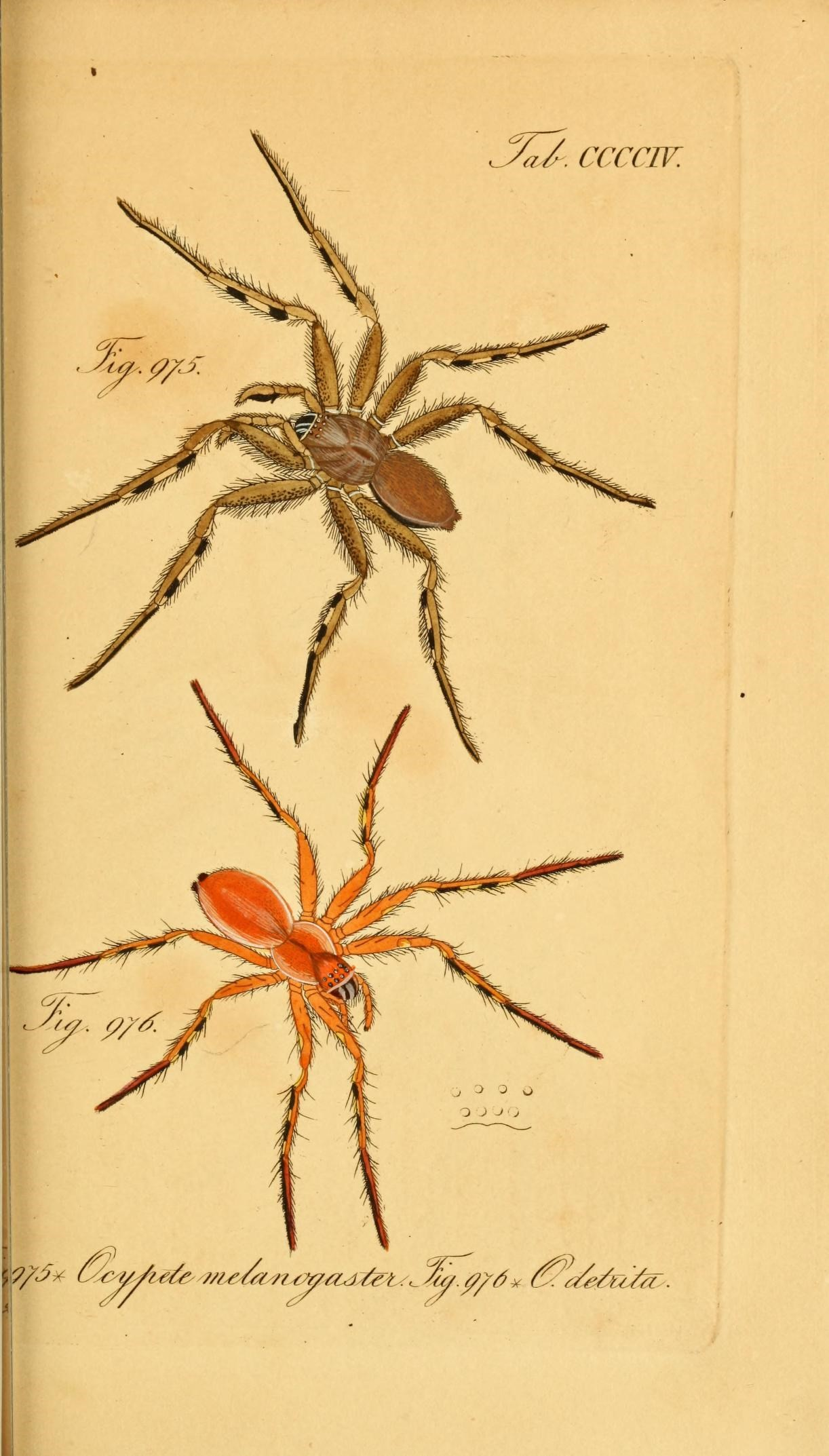
Die Arachniden, Tablica CCCCIV

Carl Ludwig Koch (ur. 21 września 1778 w Kusel, zm. 23 sierpnia 1857 w Norymberdze) – niemiecki przyrodnik, entomolog i arachnolog. 
Brat botanika Wilhelma Daniela Josepha (1771–1849) i ojciec Ludwiga Carla Christiana Kocha (1825–1908), który również zajmował się arachnologią.

## Życiorys
Carl Ludwig Koch urodził się 21 września 1778 roku w Kusel . Za namowa wuja, nadleśniczego w Kaiserslautern, Koch został leśniczym i od 1797 roku pracował w Mölschbach . 
Pod wpływem brata Wilhelma Daniela Josepha (1771–1849) (późniejszego botanika), który wówczas pracował w Kaiserslautern jako lekarz, Koch podjął studia zoologiczne i poświęcił się badaniom lokalnej fauny . W 1803 roku ukazały się drukiem jego pierwsze prace z zakresu entomologii . 
W 1805 roku został leśniczym (niem. Revierförster) w Ursbergu a od 1807 roku był nadleśniczym w Bregencji . Będąc w Bregencji zainteresował się ornitologią i zaczął pracować nad pracą System der baierischen Zoologie, której pierwszy tom Die Säugetiere und Vögel Baierns został opublikowany w 1816 roku. W 1814 roku został przeniesiony do Burglengenfeld, gdzie w 1818 roku awansował na inspektora leśnego (niem. Kreisforstinspector). 
Od 1826 roku pracował w Ratyzbonie jako Forstrat . Tam zaczął interesować się etymologią i nawiązał współpracę z Gottliebem Augustem Wilhelmem Herrich-Schäfferem (1799–1874). W 1828 roku wydał swoje dzieło o amfibiach . W 1835 roku opublikował pierwszy z czterdziestu zeszytów Deutschlands Arachniden, Myriapoden und Crustaceen, kontynuując następnie prace zmarłego Carla Wilhelma Hahna (1786–1835) . W dziele Übersicht des Arachnidensystems (1837–1839) zawarł systematykę pajęczaków . Zajmował się również wijami i w 1847 roku opublikował ich systematykę Das System der Myriapoden . W 1844 roku wydał pracę Systematische Uebersicht der Decken poświęconą m.in. mało jeszcze wówczas poznanym mszycom . O mszycach Koch sporządził większe opracowanie Die Pflanzenläuse, Aphiden, getreu nach dem Leben abgebildet und beschrieben – wydane w 9 zeszytach w latach 1843–1857 . Z inicjatywy Georga Carla Berendta (1790–1850) zajął się wraz z nim opisami owadów uwięzionych w bursztynie, co zaowocowało pracą Die organischen Stoffe im Bernstein wydaną w 1854 roku . 
W 1846 roku Koch przeszedł na emeryturę, by całkowicie poświęcić się pracy naukowej . Wskutek choroby oczu oślepł i musiał przeprowadzić się do brata do Erlangen . Po śmierci brata przeniósł się do Bamberga, gdzie przy pomocy ukończył przygotowanie do druku swoich prac o wijach i mszycach . Ostatnie lata życia spędził w Norymberdze u syna – Ludwiga Carla Christiana Kocha (1825–1908), który również zajmował się arachnologią. Zmarł w Norymberdze 23 sierpnia 1857 roku .        

## Publikacje
Lista publikacji podana za Pongratzem (1963):
- System der baierischen Zoologie, I. Bd. „Die Säugetiere und Vögel Bayerns“, Nürnberg, 1816
- Die Amphibien [w:] Sturm „Deutschlands Fauna“, III. Abteilung, 5. und 6. Heft, Nürnberg, 1828
- Deutschlands Arachniden, Myriapoden und Crustaceen in Panzers Insektenfauna, 40 Hefte mit 960 Bild tafeln, Nürnberg, 1835
- Übersicht des Arachnidensystems. Zeh, Nürnberg 1837–50.
- Deutschlands Crustaceen, Myriapoden und Arachniden Pustet, Regensburg 1835–44.
- Die Wirbeltiere [w:] Fürnrohr „Naturhistorische Topographie von Regensburg“, 1840, s. 1–43
- Die Crustaceen, Myriapoden und Arachniden [w:] Fürnrohr „Naturhistorische Topographie von Regensburg“, 1840, s. 387–458
- Die Pflanzenläuse, Aphiden, getreu nach dem Leben abgebildet und beschrieben, 9 Hefte mit 42 Kupferstichen, Nürnberg, 1843–57
- Systematische Übersicht der Zecken, Archiv für Naturgeschichte, IV. Jahrgang, 1844
- Die Arachniden Band 3-16. Fortsetzung des Werks von Carl Wilhelm Hahn. Zeh, Nürnberg 1831–45 und J. L. Lotzbeck, Nürnberg 1848
- Die im Bernstein befindlichen Arachniden, Myriapoden und Crustaceen [w:] Berendt „Die organischen Stoffe im Bernstein“, 1854
- Die Myriapoden Verlag von H. W. Schmidt, Halle 1863